# ایوی کوئین
مارتا ایولیس پسانته رودریگز (به انگلیسی: Martha Ivelisse Pesante Rodríguez) (زاده ۴ مارس ۱۹۷۲) خواننده، ترانه‌سرا، بازیگر پورتوریکویی است.